# Torre del carrer Ample
La torre del carrer Ample és un edifici d'Arenys de Mar (Maresme) protegit com a bé cultural d'interès nacional.
Es tracta d'una torre de defensa habitualment construïdes amb pedres i mortes de calç. Tenien la funció de vigilar i protegir contra els atacs dels pirates.

## Descripció
Torre de defensa amb voltes gòtiques de nervadura ogival a l'interior.
Està situada en un carrer de cases entre mitgeres. La planta baixa, de perímetre quadrangular és contigua a les cases veïnes, i allotja és un garatge que fa de magatzem.
En els dos pisos superiors la torre és de forma cilíndrica. Al segon pis hi ha un balcó de pedra deteriorat i a la tercera planta una finestra petita. Per sobre d'aquesta finestra i prop del coronament, hi ha una sèrie de mènsules a tot el volt de la torre.